# Maria do Carmo
Maria do Carmo Fontes Páscoa Bernardo, mais conhecida por Maria do Carmo (Moura, 11 de janeiro de 1884 - Lisboa, 21 de dezembro de 1964), foi uma fadista portuguesa.

## Biografia
Nasceu a 11 de janeiro de 1884, na freguesia de São João Baptista da vila de Moura, no Alentejo, filha de Francisco António Páscoa e de Madalena Augusta Fontes, humildes agricultores, ambos naturais da mesma freguesia e residentes na Quinta de São Sebastião.
Aos três anos muda-se para Lisboa, na zona da Estrela. Teófilo Braga, que habitava na residência em frente à sua, estimulou-a a cantar canções populares. Começou a frequentar os retiros de fado quando tinha 11 anos e respondia com agrado às solicitações para cantar. Mais tarde foi admitida na casa Ramiro Leão como aprendiza de camiseira, onde adquiriu a prática que lhe permitiria montar o seu próprio atelier em casa, no 2.º andar do número 165 da Rua da Prata, pelo que fez a sua carreira de fadista sem nunca abandonar a profissão base.

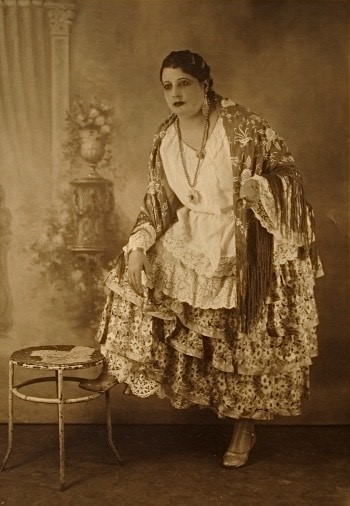
Maria do Carmo no papel de "Cesária" na comédia musicada Mouraria (1929, Biblioteca-Arquivo do Teatro Nacional D. Maria II).

Em 1921/22 embarcou para o Brasil, disposta a montar um atelier de costura mas face a dificuldades estabelece-se com uma pequena pensão que denominou "Pensão Familiar", local onde também servia cozinha tradicional portuguesa. Dois anos e meio depois, Maria do Carmo regressa a Lisboa onde organiza de novo o seu atelier. Paralelamente, continua a cantar nos retiros. Profissionaliza-se em 1926, ano em que volta ao Brasil, contratada para cantar o Fado no Cinema Central do Rio de Janeiro, regressando, pouco tempo depois, a Portugal.
Em 1928 torna-se sócia do retiro "Ferro de Engomar", acompanhando-se, por vezes, da guitarra portuguesa, que aprendera a tocar muito nova com um tio, tendo também por acompanhadores o guitarrista Júlio Ferreira e o violista António Sobral, e além das suas atuações nos retiros, apresentou-se por todo o país e em festas da aristocracia e de beneficência. Alguns dos retiros lisboetas onde era presença assídua eram "Águia Roxa", "Caliça", "Pedralvas", "Nova Sintra", "Magrinho", "Manuel dos Passarinhos", "Bacalhau", "Perna de Pau", "Quebra-Bilhas", "Tia Helena", "Montanha", "Charquinho", "José dos Pacatos", além da Feira da Luz, em Carnide.
Grava discos pela Columbia Records e colabora, juntamente com Maria Alice, Ercília Costa, Maria Albertina, Costinha, Alves da Costa, Teresa Gomes, entre outros, na comédia musicada Mouraria (31 de agosto de 1929) e na opereta História do Fado (30 de junho de 1930), apresentadas pela Companhia Maria das Neves no Coliseu dos Recreios e no Teatro Maria Vitória, respetivamente, tendo-se a primeira realizado por ocasião de uma festa em sua homenagem.
Em 1934, desloca-se novamente ao Brasil, integrando a Embaixada do Fado, um conjunto de artistas portugueses dos quais faziam parte Maria do Carmo Torres, Filipe Pinto, Joaquim Pimentel, Branca Saldanha, Alberto Reis, Armandinho, Santos Moreira e a dupla de baile Salvador e Lina. Dos fados do seu repertório: Fado Maria do Carmo, Beijos Venenosos, Os Beijos São Como as Rosas, Esperança, Perdidas, Ais, Saudades, Desgarradas, Fado Resende e Fado dos Passarinhos, entre outros, destaca-se o fado É Tão Bom Ser Pequenino, com letra de Linhares Barbosa e música do Fado Corrido. De volta a Portugal, Maria do Carmo continuou a ser muito solicitada para se apresentar em inúmeras festas, em casinos, na rádio e nas casas de Fado. Participou ainda em alguns espetáculos em Espanha. Fez ainda várias parcerias com Alfredo Marceneiro.

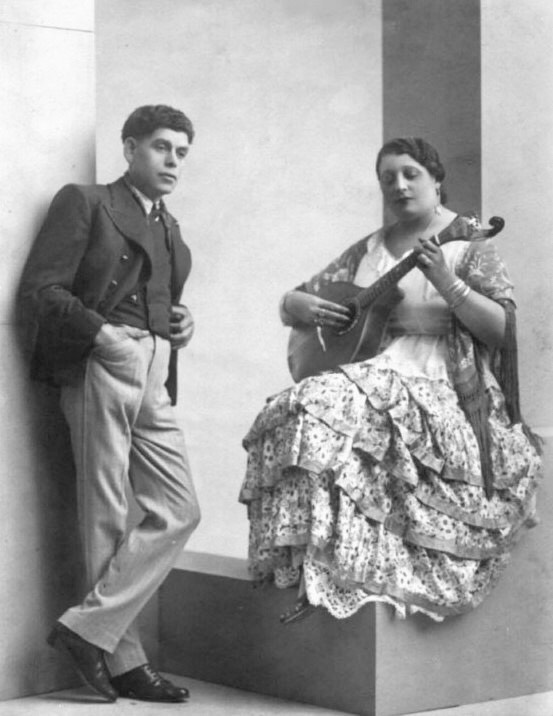
Alfredo Marceneiro e Maria do Carmo.

Fez parte de um grupo cómico tauromáquico de nome "Charlot, Max e D. José", com o qual cantou durante três anos em várias praças de touros do país. Formou também o Grupo Artístico de Fados Maria do Carmo. Foi uma das artistas que colaborou no Grande Concurso de Fados de 1957, organizado pelo jornal A Voz de Portugal. Em 1963 escreve na primeira pessoa as suas memórias: Maria do Carmo, Memórias de uma Fadista, publicadas no ano seguinte.
A alcunha - Maria do Carmo "Alta" - deveu-se à sua enorme estatura.
Faleceu a 21 de dezembro de 1964, aos 80 anos, na sua residência, o 4.º andar do número 141 da Avenida da Liberdade, freguesia de São José, em Lisboa, vítima de edema pulmonar por insuficiência cardíaca. Encontra-se sepultada no Cemitério de Benfica, em Lisboa.

## Vida pessoal
Casou, no estado de solteira, a 29 de junho de 1902, na Igreja de Nossa Senhora da Ajuda, em Lisboa, aos 18 anos, com Martinho da Assunção, pintor, então de 22 anos, natural de Lisboa, freguesia de Santo André, filho de pai incógnito e de Maria da Ascensão. Divorciou-se a 30 de janeiro de 1929.
Casou civilmente, no estado de divorciada, a 1 de setembro de 1962, em Lisboa, aos 78 anos, com Joaquim Bernardo, de quem era companheira há várias décadas, então de 79 anos, natural de Alvendre, concelho da Guarda, filho de pai incógnito e de Mariana da Assunção.